# Egzegeza
Egzegeza (stgr. ἐξήγησις exḗgēsis – „wyjaśnienie, wyprowadzenie”) – badanie i krytyczna interpretacja tekstów, zwłaszcza świętych i utworów hagiograficznych (opowiadających o żywotach świętych). Egzegeza jest sztuką rozumienia i wykładni ukrytych w utworach prawd, alegorii, symbolicznych kodów sensów teologicznych; poznawania warstwy metaforycznej.
Termin egzegeza używany jest często w sensie węższym w odniesieniu do egzegezy biblijnej, jest ważną częścią zarówno judaistycznych, np. egzegeza  rabinistyczna (Midrasz, Kabała, Talmud), jak i chrześcijańskich studiów teologicznych, np. krytyka biblijna, historia form etc.

## Egzegeza a hermeneutyka biblijna
Według Krzysztofa Bardskiego różnica między interpretacją, czyli hermeneutyką a egzegezą tekstów biblijnych bierze się z rozróżnienia sensu dosłownego i sensu ponaddosłownego w Biblii. To ostatnie określenie, będące kalką angielskiego more-than-literal odnosi się do treści zawartych w tekście biblijnym tradycyjnie określanych jako: sens duchowy, sens mistyczny i sens alegoryczny.
W przypadku poszukiwania sensu dosłownego proces interpretacji tekstu ma odmienny charakter niż w przypadku odnajdywaniu sensu ponaddosłownego. Stąd termin egzegeza należy zachować dla badań, mających na celu wydobycie znaczenia dosłownego tekstu. Poszukiwanie zaś adekwatnego znaczenia ponaddosłownego będzie interpretacją bądź odczytywaniem, czyli hermeneutyką.
Według tego ujęcia, to co uczynił Filip w opowiadaniu z 8 rozdz. Dziejów Apostolskich w. 30–31 było nie egzegezą, lecz hermeneutyką: wyjaśnił słowa starotestamentowego proroka Izajasza w sensie figuratywnym, typicznym – w związku z Chrystusem, z perspektywy historio-zbawczej. Zapewne hermeneutyka rabinistyczna podeszłaby do tekstu Izajasza inaczej, i Etiopczyk otrzymałby inną interpretację.

## Historia egzegezy biblijnej

### Egzegeza patrystyczna

#### Szkoły antiocheńska i aleksandryjska
W III w. Antiochia syryjska ofiarowała rozwijającej się teologii chrześcijańskiej zaplecze intelektualne i kulturowe porównywalne do tego, jakim była stolica Egiptu Aleksandria. Antiochia kultywowała bardziej tradycję filozoficzną Arystotelesa, dominujący wpływ miał również judaizm rabiniczny. Aleksandria zaś była bardziej zwrócona ku platonizmowi oraz judaizmowi hellenistycznemu. Ta różnica mocno zaznaczyła się w sposobie uprawiania teologii w obydwu ośrodkach – w interpretacji Biblii przedstawiciele szkoły antiocheńskiej odróżniali się od szkoły aleksandryjskiej tym, że bardziej poszukiwali sensu wyrazowego i historycznego. W IV w. wiodącą postacią w Aleksandrii był Didym Ślepiec. W V wieku – Cyryl z Aleksandrii, jeden z głównych teologów soboru efeskiego (431 r.), zmagającego się z nestorianizmem. Pod wpływem tej szkoły tworzył swoje komentarze biblijne Ambroży z Mediolanu, mistrz Augustyna z Hippony.
Egzegeci z Aleksandrii cechowali się głęboko duchowym podejściem do interpretacji Pisma Świętego, które w wielu wydarzeniach opisanych w Biblii widziało alegorię, czyli odniesienie do rzeczywistości niewidzialnej, ale realnej. Był to tzw. sens głębszy, prorocki, który czasem odczytywany był z pominięciem sensu literalnego, historycznego. Ten ostatni był szczególnie uważnie interpretowany przez szkołę antiocheńską.
Natomiast środowisko antiocheńskie często odcinało się od chrystocentrycznej interpretacji Starego Testamentu. Tam gdzie egzegeci z Aleksandrii od czasów Orygenesa, ale także wcześniejszej tradycyjnej typologii, widzieli zapowiedź Chrystusa, antiocheńczycy widzieli wydarzenia czysto historyczne – interpretowali κατ’ ἱστορίαν kat' historían. Według Manlio Simonettiego redukcja ta była przejawem wpływu egzegezy żydowskiej oraz zaniku potrzeby podkreślania ciągłości i postępu od Starego do Nowego Testamentu wynikającej wcześniej z polemiki antygnostyckiej. W owej redukcji Simonetti dostrzegł również racje ściśle teologiczne: 

Wyraźne rozróżnienie Syna Bożego nieobecnego w Starym Testamencie i Chrystusa człowieka, który natomiast jest tam przepowiadany, jest typowo antiocheńskie. Aleksandryjczyk nie podzieliłby go, ponieważ jest „naturaliter” ukierunkowany na podkreślenie współistnienia Boga z człowiekiem.

Dobrym przykładem może być interpretacja jeźdźca na kasztanowym koniu, ukazującego się prorokowi Zachariaszowi (Za 1,8). W rozumieniu Teodora z Mopsuestii (350-428 r.) należy go rozumieć dosłownie jako anioła Pańskiego, gdyż Stary Testament nie znał Mesjasza o boskich cechach. Zostały one objawione, dopiero gdy Chrystus się narodził. Teodor wystąpił przy tej okazji przeciw sensowi alegorycznemu, chrystocentrycznemu. Interpretację tych, którzy uważali, że prorok zobaczył w tej wizji Syna Bożego określił jako głupotę (stgr. ἄνοια ánoia), szaleństwo (stgr. φρενοβλάβεια phrenoblábeia) i bezbożność (stgr. ἀσέβεια asébeia). Podobnie skrytykował tych, którzy sądzili, że gdy w następnym wersie (Za 1,9) anioł zostaje nazwany Panem – z pewnością chodzi o wcielone Słowo Boże.
Również w odniesieniu do Nowego Testamentu antiocheńczycy pozostawali powściągliwi. Komentarze antiocheńskie miały dość suchy, zdawkowy i literalny charakter i koncentrowały się na najbliższym kontekście biblijnym.

### Egzegeza średniowieczna
W średniowieczu teologowie, zainspirowani komentarzami Augustyna z Hippony, rozwijali refleksję nad czterema zasadniczymi sensami biblijnymi: 

Niektórzy komentatorzy Pism świętych podają cztery sposoby wykładania Prawa, których nazwy można podać po grecku, zaś po łacinie zdefiniować i wyjaśnić: zgodnie z historią, alegorią, analogią i etiologią. Historia jest wtedy, kiedy wspomina się czyn dokonany czy za pośrednictwem działania Bożego, czy po ludzku. Alegoria, kiedy tłumaczy się wyrażenia figuratywne; analogia, kiedy wykazuje się zgodność Starego i Nowego Testamentu; etiologia, kiedy podaje się przyczynę słów i wydarzeń

Ponieważ w brzmieniu, w jakim podał te cztery sensy biblijne Augustyn nie występują w żadnym znanym źródle, zdefiniowanie ich przypisuje się samemu biskupowi Hippony.

### Egzegeza nowożytna
Narodziny nowożytnej egzegezy biblijnej związane są z XIX w. postępem w dziedzinie badań historycznych nad Starożytnym Wschodem. Stanowił on bowiem bezpośredni kontekst dziejów i myśli Izraela. Jeszcze na początku XIX w. nie były właściwie znane starożytne języki i kultury tamtego regionu: egipska, akadyjska, sumeryjska, asyryjska i babilońska, hetycka, kultur fenicka. Archelogia Wschodu i Palestyny dopiero się wtedy zaczynała.